# The ghost of Buster
The ghost of Buster (Finse titel: Notkea Keaton) is een compositie van Jouni Kaipainen. Deze Fin kreeg compositieleer van Aulis Sallinen en Paavo Heininen. Kaipainens muziek neigt in dit werk meer naar de muziekstijl die ook Sallinen hanteerde. Het werk is geschreven ter nagedachtenis van de acteur Markku Peltola (1956-2007, roepnaam Peltsi). In aanvulling op zijn acteerwerk was hij zanger en basgitarist in Motelli Skronle en werkte hij mee in het The Buster Keaton Film Orchestra, die juist niet muziek uit de films van Buster Keaton speelde. Het was meer een soort new agemuziek over het ongrijpbare leven van de filmacteur. Het werk van Kaipainen sluit daarbij aan, waarbij de opening zich als een soort mist opdient. Kaipainen, die in het geheel niets van rock moet hebben, schreef voor dit werk wel een basgitaar voor om de stem van Peltola weer te geven. 
The Finse titel Notkea Keaton betekent "lenige Keaton" en bevat in het eerste woord een anagram van Keaton.
Het werk kreeg haar première tijdens een concert van het Filharmonisch Orkest van Tampere op 22 januari 2010 onder leiding van Hannu Lintu. Ze hadden het werk al eerder opgenomen.
Orkestratie:
- 3 dwarsfluiten, 3 hobo’s, 3 klarinetten, 3 fagotten
- 4 hoorns, 2 trompetten, 3 trombones, 1 tuba
- pauken, 3 man/vrouw percussie, 1 harp, piano/celesta, elektrische basgitaar
- violen, altviolen, celli, contrabassen